# Sessiliflorae
Sessiliflorae is een onderorde van neteldieren uit de klasse van de Anthozoa (bloemdieren).

## Families
- Anthoptilidae Kölliker, 1880
- Funiculinidae Gray, 1870
- Kophobelemnidae Gray, 1860
- Protoptilidae Kölliker, 1872
- Umbellulidae Kölliker, 1880
- Veretillidae Herklots, 1858